# Teliospore

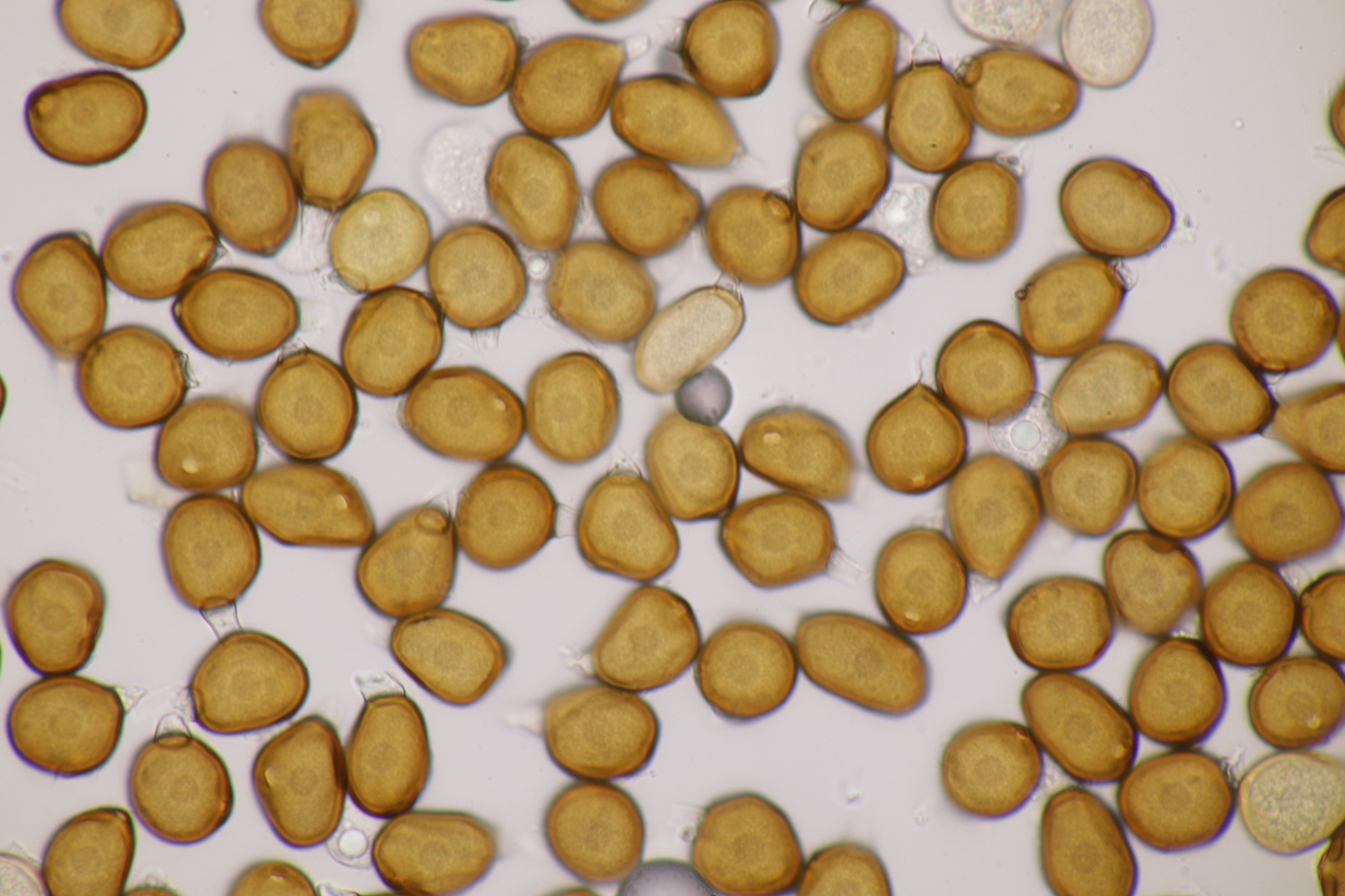
Eencellige teliosporen van de gladde klaverroest (Uromyces minor)

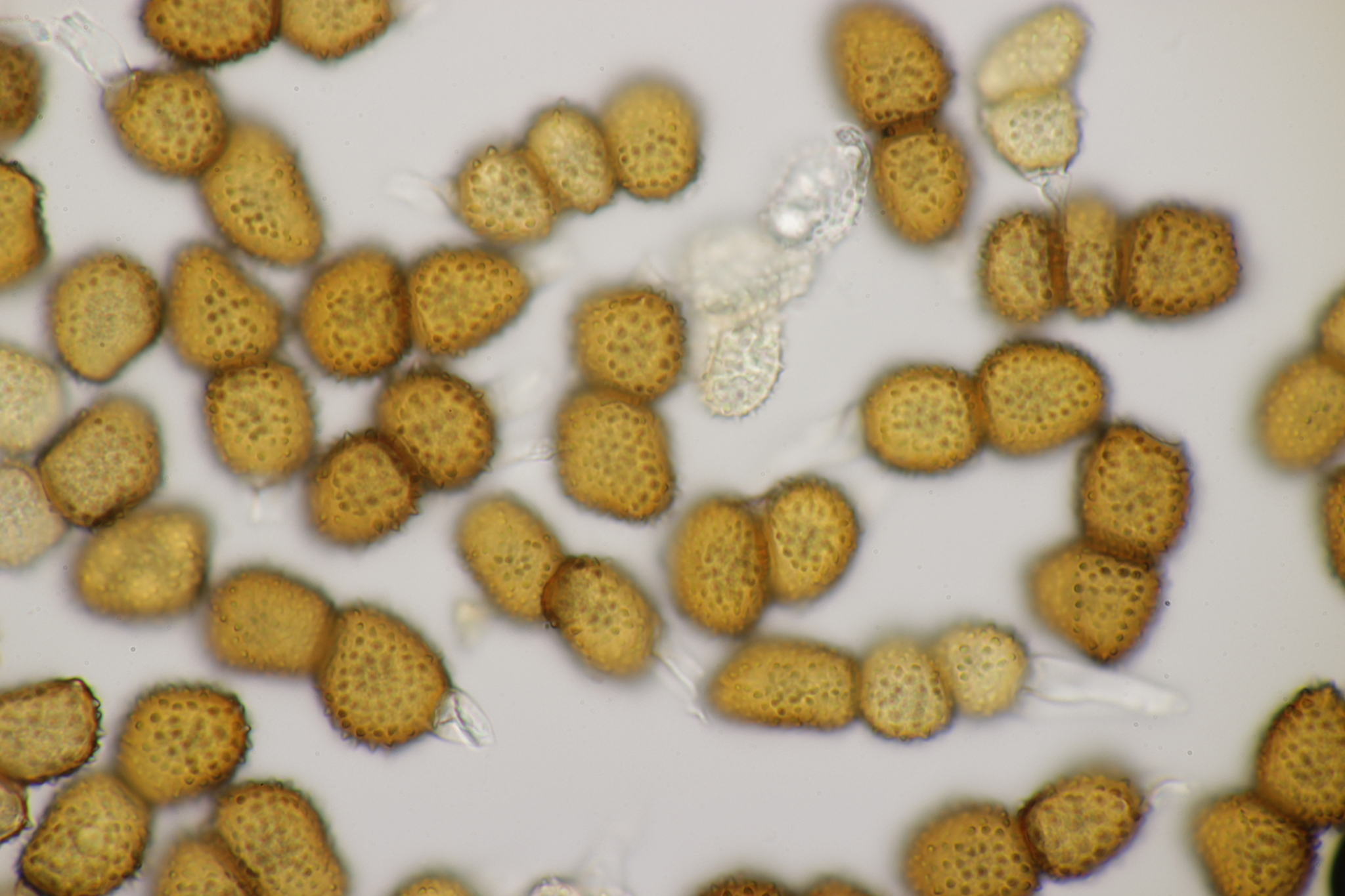
1,2 en 3-cellige teliosporen met wratten op de wanden van de anemoon-en-ruitroest

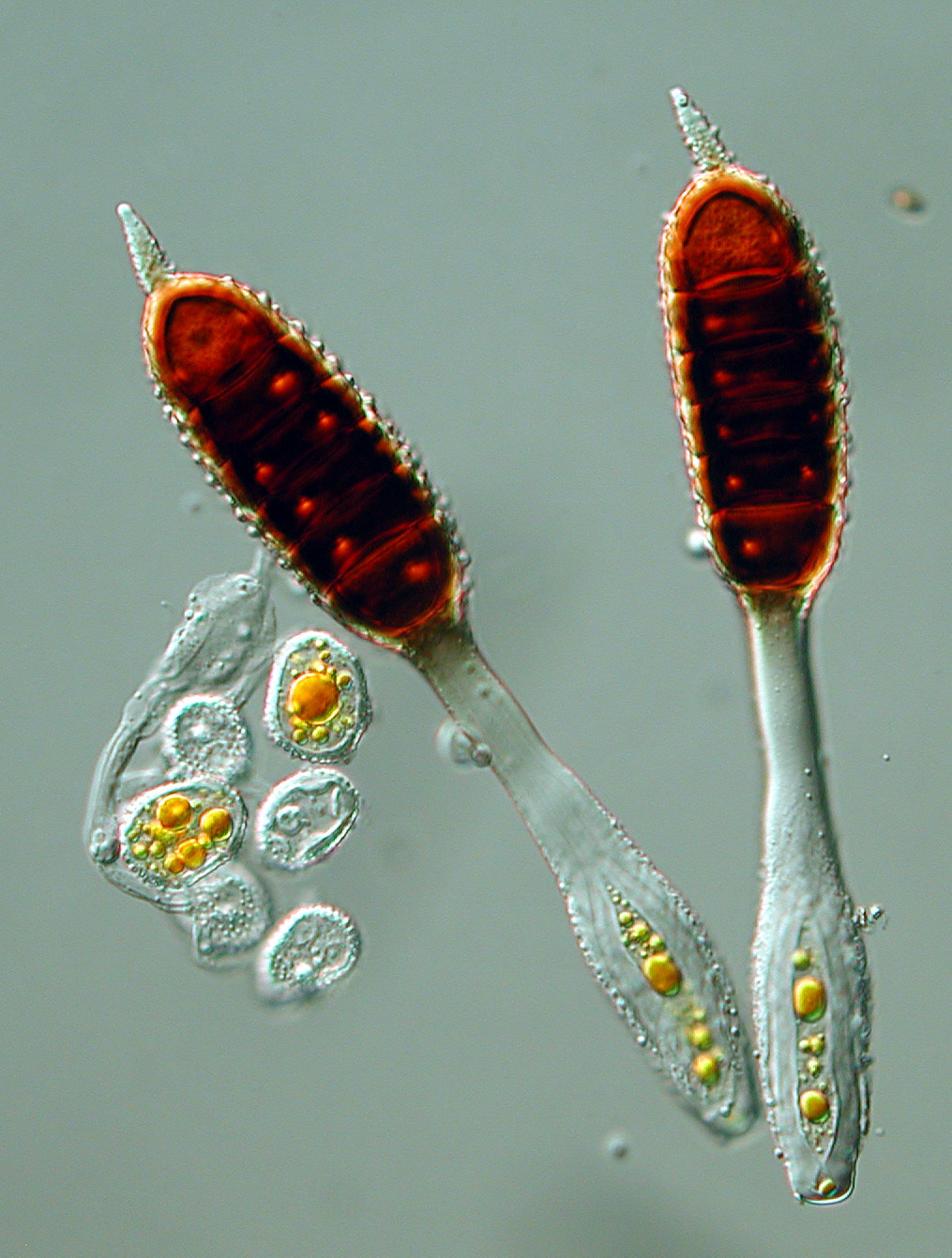
Teliosporen van grofwrattige papilroosroest

Teliosporen (ook wel Teleutosporen, wintersporen, probasidium) zijn een vorm van sporen van roestschimmels en brandschimmels die worden gevormd in structuren genaamd telia. Een eencellige teliospore wordt ook wel een mesospore genoemd. Ze dienen om te overwinteren. Tijdens de kieming van de teliosporen versmelten de twee haploïde kernen tot één diploïde kern. Ze zijn een belangrijk kenmerk van de determinatie van roesten.

## Kenmerken
Teliosporen hebben een dikke celwand met kiemporiën, die in de winter beschermt tegen kou en uitdroging. De wand kan glad zijn of bezet met wratten. In het voorjaar komt elk van de sporencellen tevoorschijn en worden basidiosporen gevormd. Deze kunnen weer nieuwe planten infecteren. Bij roestschimmels bestaan ze meestal uit twee cellen (= probasiden). Ze kunnen echter ook eencellig zijn (bijv. Uromyces) of meercellig (bijv. Phragmidium). Ook hebben ze een korte steel dat na volledige ontwikkeling al of niet afbreekt, waarna de wind ze kan verspreiden.
Roestsporen kunnen één- tot vijfcellig zijn en de kieming van teliosporen, waarbij het basidium met vier basidiosporen geproduceerd wordt, kan een rustperiode van verschillende lengte hebben afhankelijk van de soort.

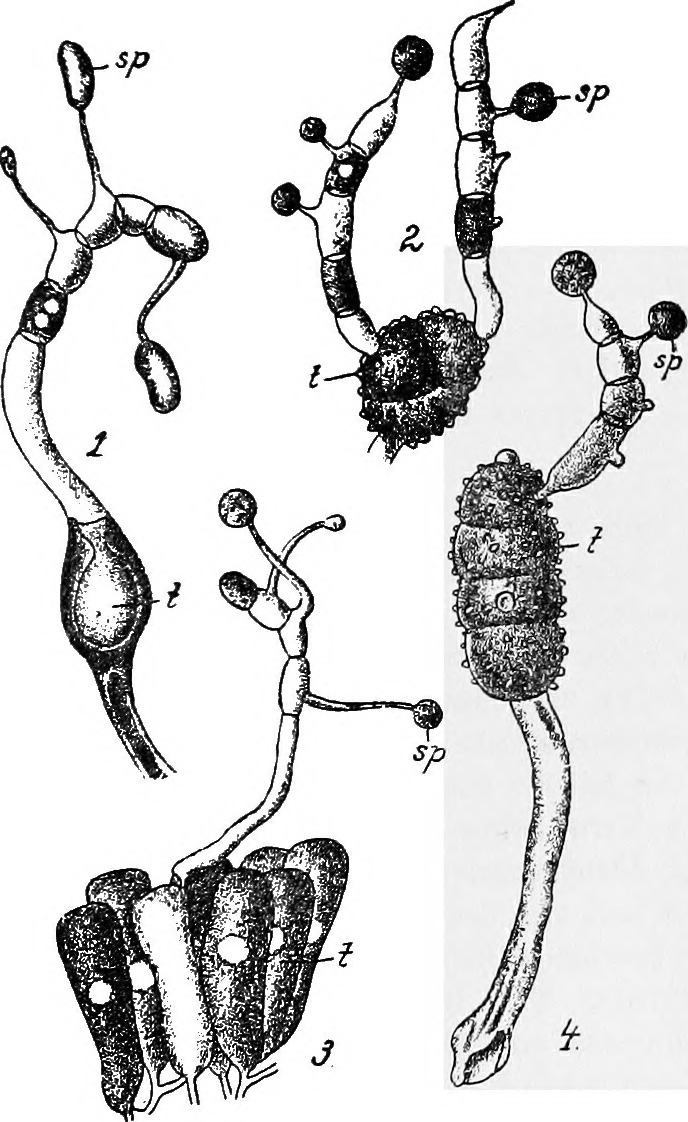
Kiemende teliosporen van: 1. Uromyces fabae x 460. 2. Triphragmium ulmariae x 370. 3. Melampsora betulina x 370. 4. Phragmidium rubi x 370. t—teliospore; sp—sporidium (basidiospore).
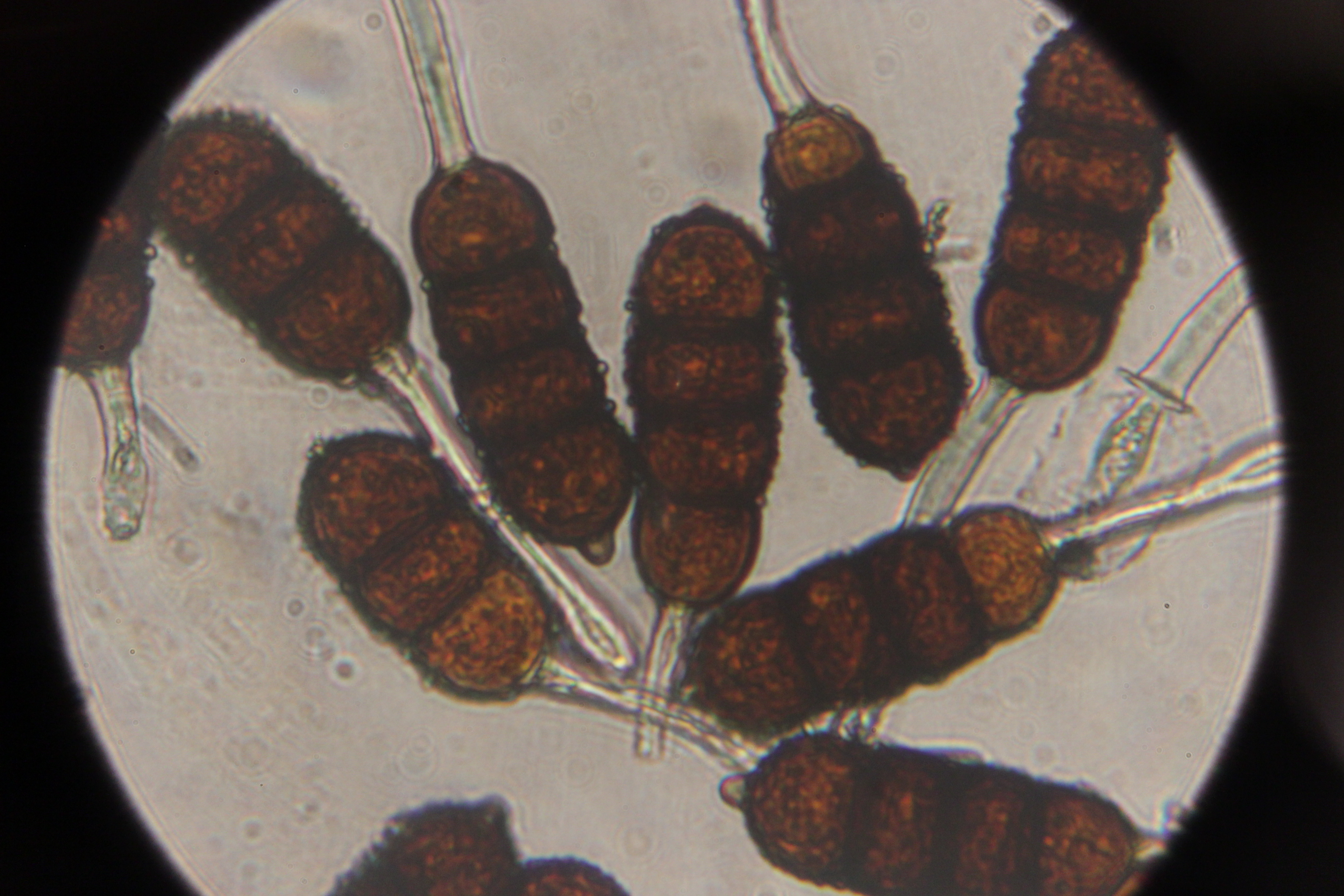
Teliosporen van veelcellige braamroest
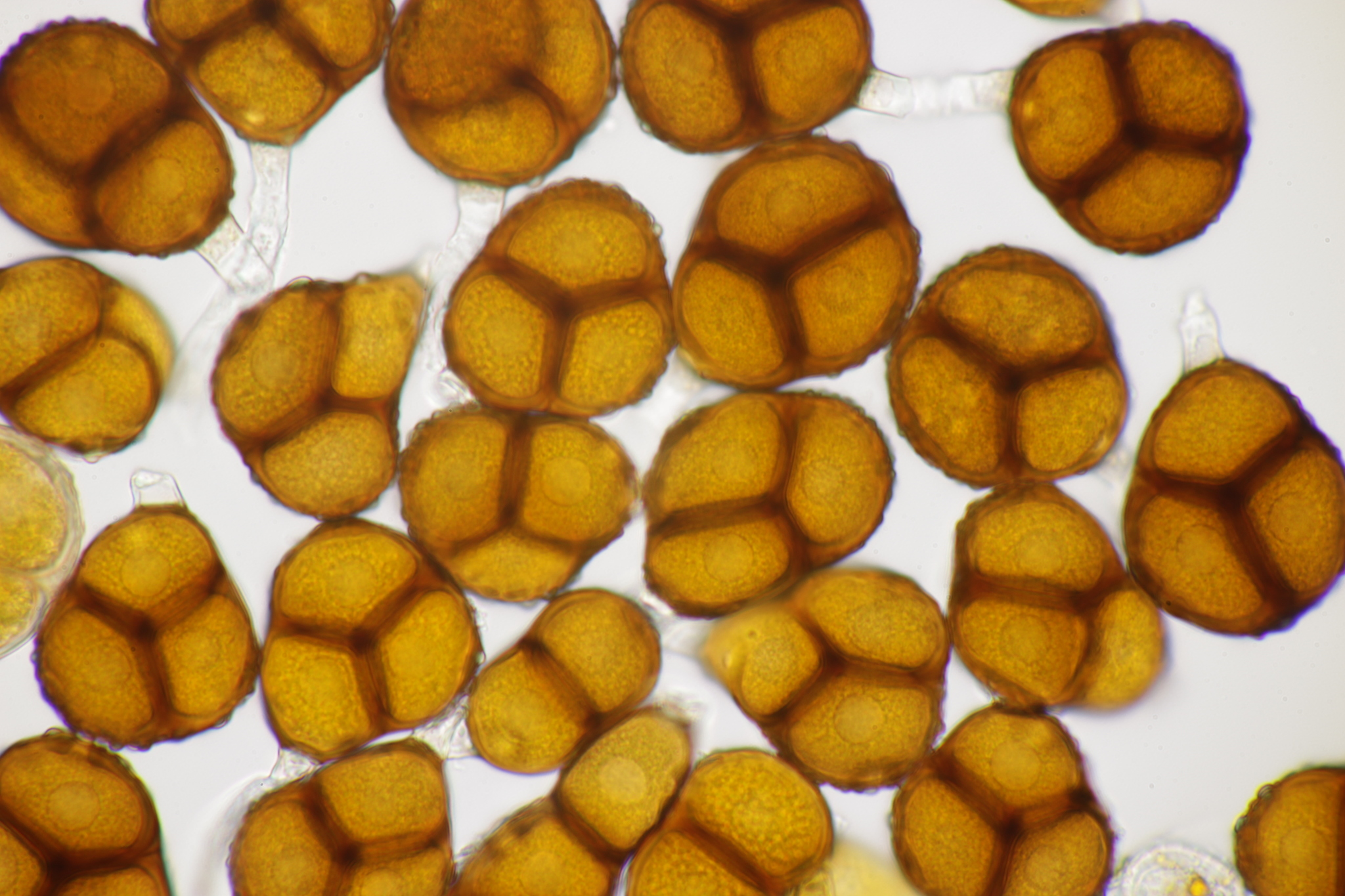
Teliosporen van moerasspirearoest
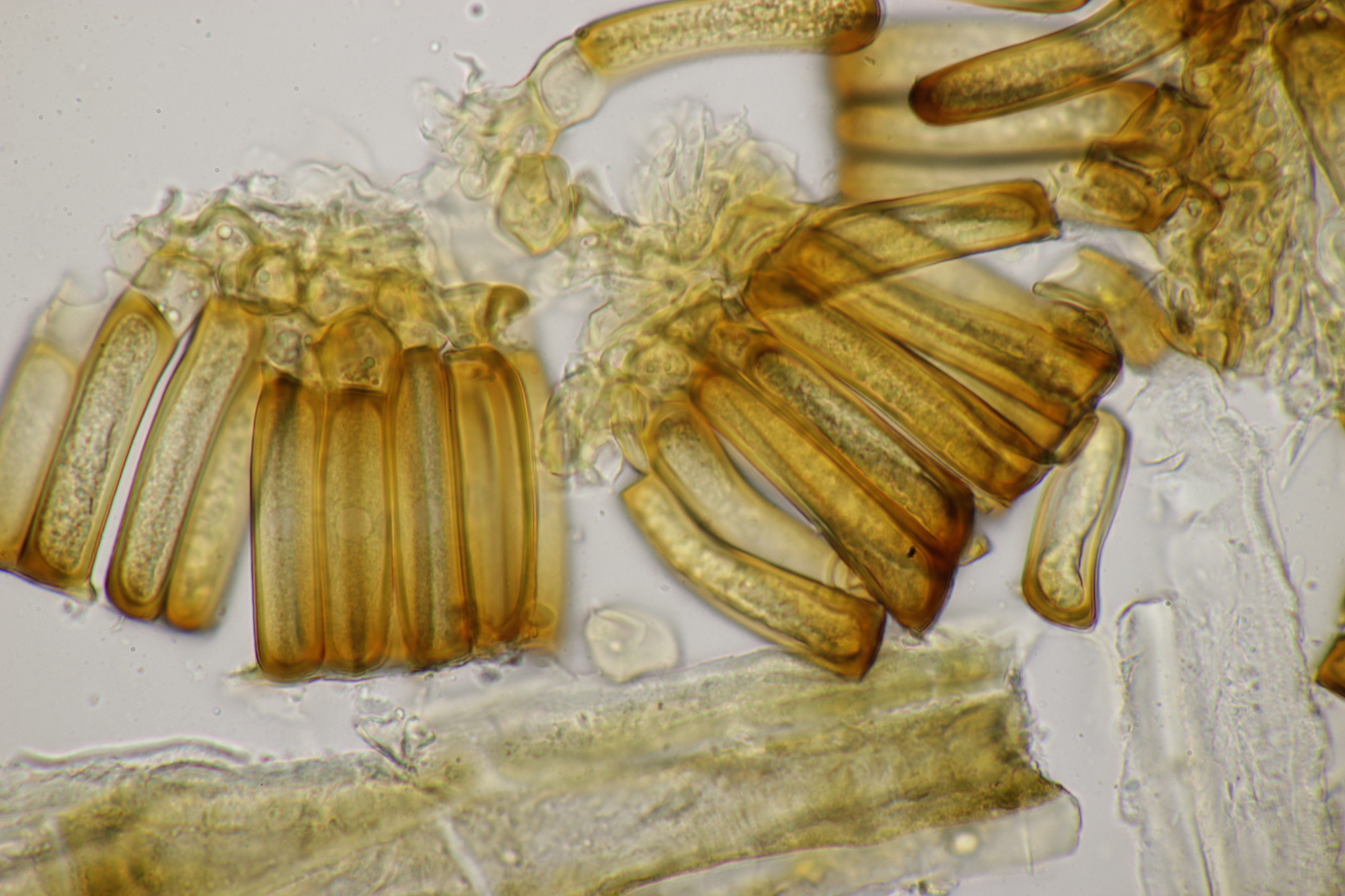
Teliosporen op tuinwolfsmelk
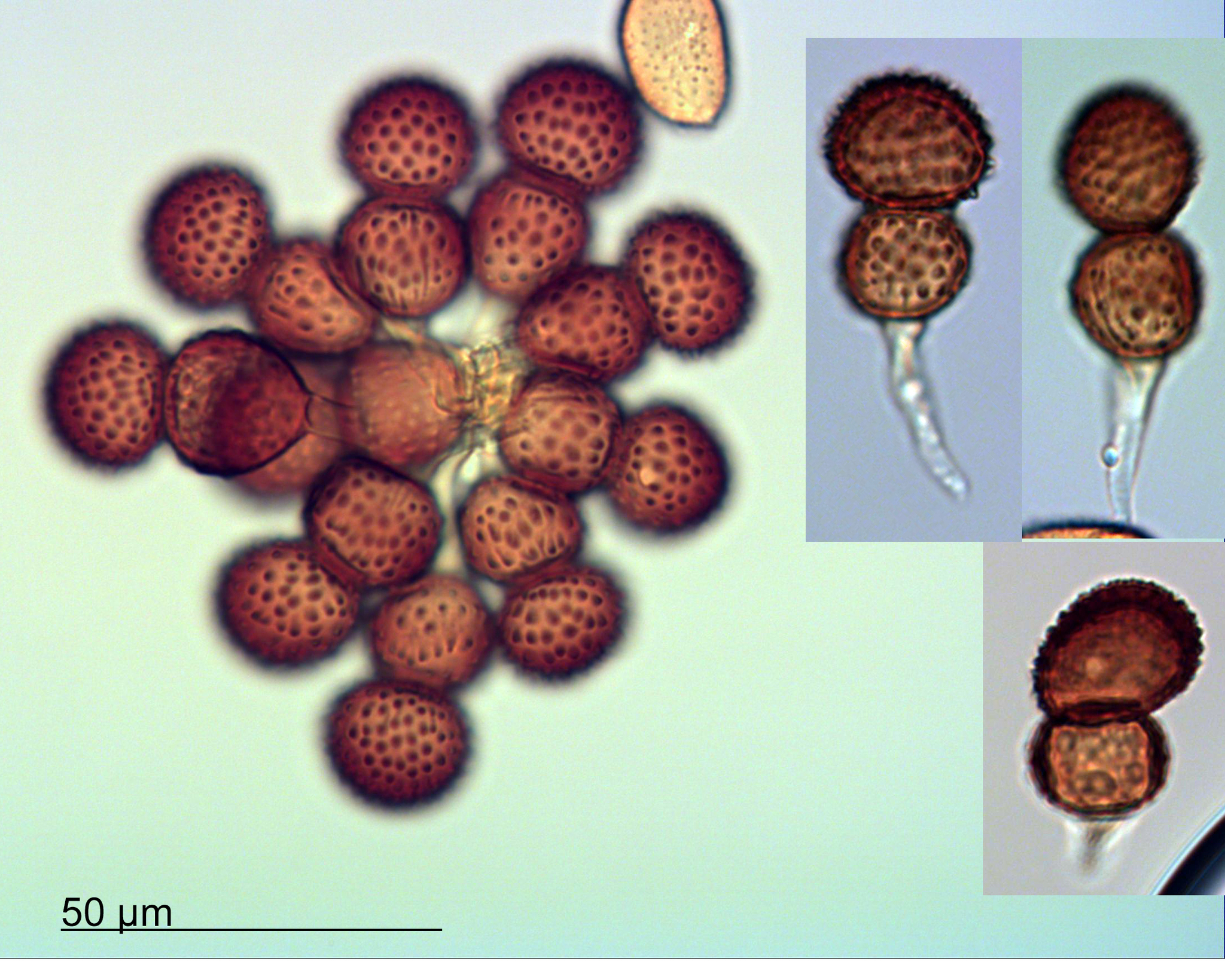
Teliosporen met wratten op de wanden van de pruimenroest
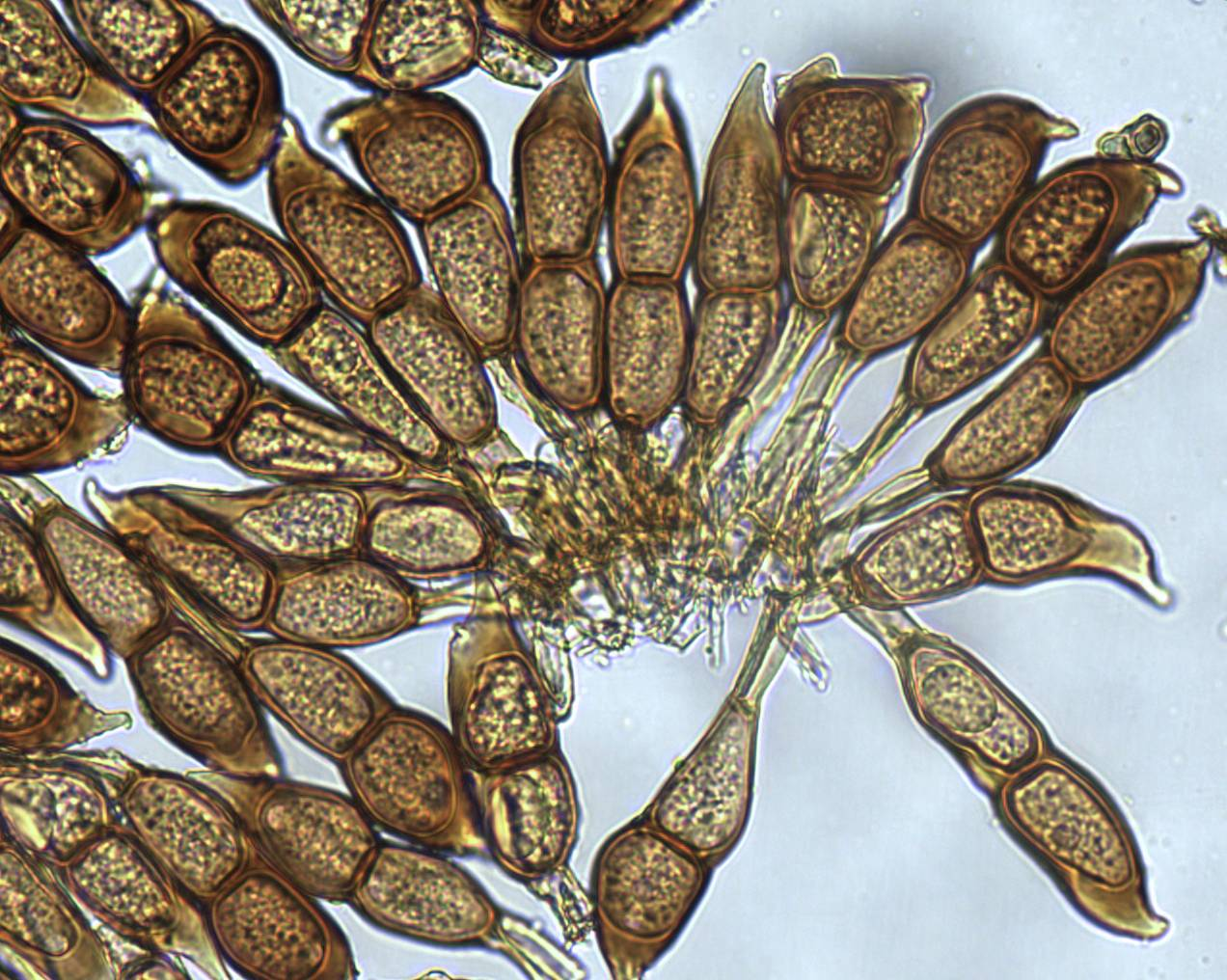
Teliosporen van Puccinia porphyrogenita
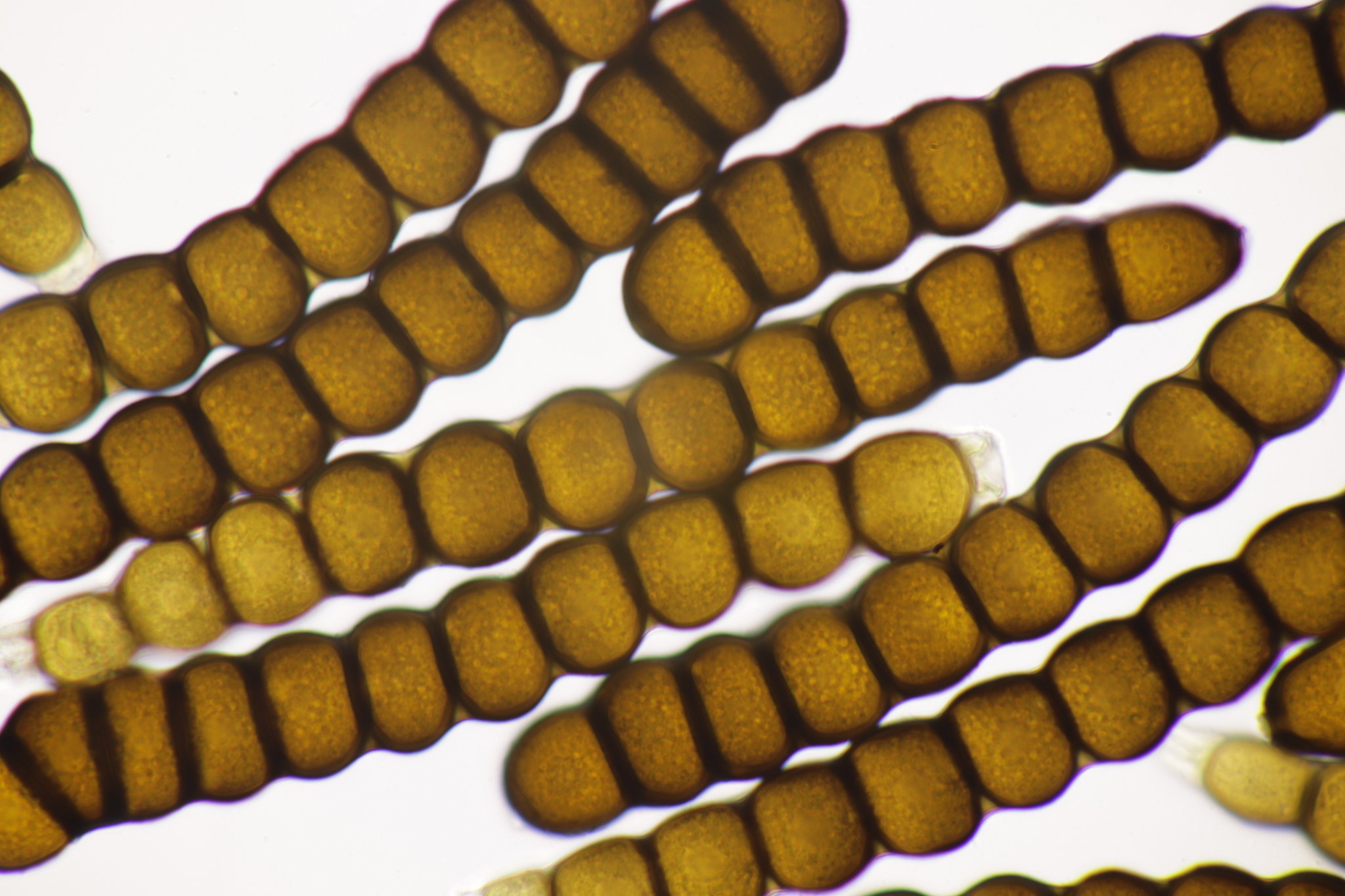
Teliosporen van pimpernelroest op grote pimpernel
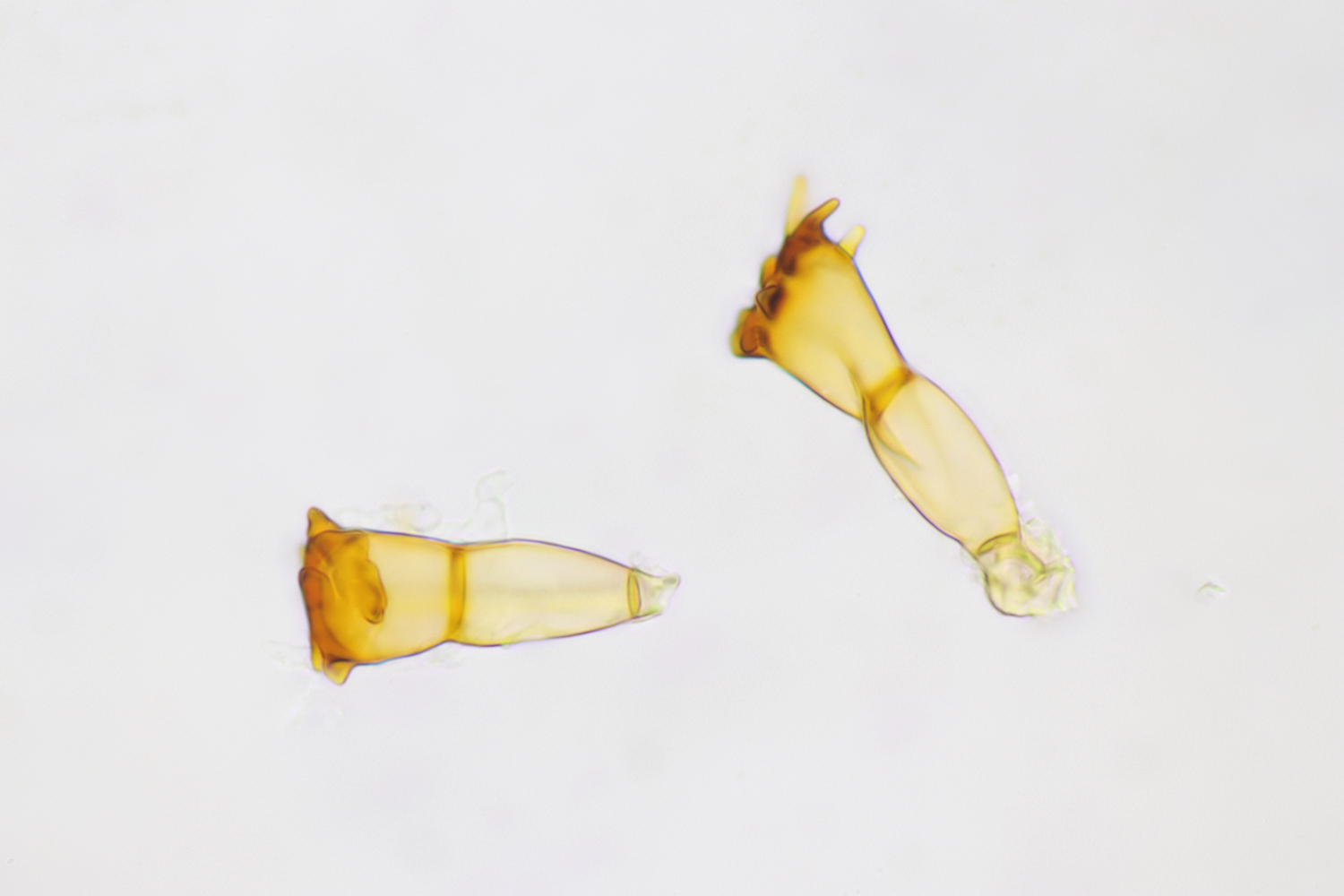
Tweecellige teliospore van Puccinia coronata

## Locatie
Teliosporen zitten in de telia of soms apart tussen de epidermiscellen van de waardplant. Dit laatste is het geval bij de geslachten Uredinopsis,
Milesia, Milesina (o.a. eikvarenroest), Hyalopsora en Pucciniastrum.

## Hyperparasitering
Teliosporen kunnen worden gehyperparasiteerd door onder andere:
- Larven van Mycodiplosis sphaerothecae